# Cirrholovenia polynema
Cirrholovenia polynema är en nässeldjursart som beskrevs av Paul Torben Lassenius Kramp 1959. Cirrholovenia polynema ingår i släktet Cirrholovenia och familjen Cirrholoveniidae. Inga underarter finns listade i Catalogue of Life.